# 스팅마오
스팅마오(중국어: 施廷懋, 병음: Shī Tíngmào, 한자음: 시정무, 1991년 8월 31일~)는 중화인민공화국의 다이빙 선수이다. 올림픽에서 금메달 4개를 획득했고, 세계 선수권 대회에서 8번 우승을 달성했다. 2015년부터 2019년까지 국제 수영 연맹 올해의 여자 다이빙 선수로 선정되었다.